# Dynamo région de Moscou
Le Dynamo région de Moscou était un club russe de basket-ball issu de la ville de Lioubertsy, et représentant l'oblast de Moscou. Le club appartenait à la Superligue de Russie soit la plus haute division du championnat russe. En 2007 le club disparaît, les droits sportifs étant intégralement racheté par le Trioumf Lioubertsy, le nouveau club prend sa place en championnat comme en coupe d'Europe.
La section féminine appartient elle aussi à la Superligue de Russie.
Il n'est pas à confondre avec le MBK Dynamo Moscou.

## Entraîneurs successifs
- ? - 2007 :  Rutenis Paulauskas